# Take Two
Take Two je německo-francouzsko-americký komediálně-dramatický televizní seriál, jehož tvůrci jsou Andrew W. Marlowe a Terrie Edda Miller, tvůrce a výkonný producent seriálu Castle na zabití. Hlavní role hrají Rachel Bilson a Eddie Cibrian. První řada měla premiéru na stanici ABC dne 21. června 2018. 
Dne 21. listopadu 2018 stanice zrušila seriál po odvysílání jedné řady.

## Děj
Seriál sleduje Sam (Rachel Bilson), bývalou hvězdu oblíbeného televizního seriálu z policejního prostředí, která se právě vrátila z léčebny a Eddiho (Eddie Cibrian), soukromého vyšetřovatele. Dvojice společně řeší zločiny.

## Obsazení

### Hlavní role
- Rachel Bilson jako Sam Swift
- Eddie Cibrian jako Eddie Valetik, soukromý vyšetřovatel
- Xavier de Guzman jako Roberto 'Berto' Vasquez
- Aliyah O'Brien jako detektiv Christine Rollins
- Alice Lee jako Monica, Sam asistentka

### Vedlejší role
- Jordan Gavaris jako Mick English
- Heather Doerksen jako Syd, Sam agentka
- Lamont Thompson jako Zeus, bývalý partner Eddieho

## Jednotlivé díly
| Č. v seriálu | Č. v řadě | Původní název       | Režie              | Scénář                                 | Premiéra v USA    |
| ------------ | --------- | ------------------- | ------------------ | -------------------------------------- | ----------------- |
| 1            | 1         | Take Two            | John Terlesky      | Andrew W. Marlowe a Terri Edda Miller  | 21. června 2018   |
| 2            | 2         | Smoking Gun         | Holly Dale         | Andrew W. Marlowe a Terri Edda Miller  | 28. června 2018   |
| 3            | 3         | Taken               | Paul Holahan       | David Amann                            | 5. července 2018  |
| 4            | 4         | Ex's and Oh's       | John Terlesky      | Debra J. Fisher                        | 12. července 2018 |
| 5            | 5         | Death Becomes Him   | Holly Dale         | Dan E. Fesman                          | 19. července 2018 |
| 6            | 6         | The Devil You Know  | Brad Turner        | Mo Masi                                | 26. července 2018 |
| 7            | 7         | About Last Night    | Rob Lieberman      | Kathy Miller Kelley                    | 2. srpna 2018     |
| 8            | 8         | All About Ava       | Dawn Wilkinson     | Cooper McMains                         | 9. srpna 2018     |
| 9            | 9         | Shadows of the Past | Michael Robinson   | Mark Shepherd                          | 16. srpna 2018    |
| 10           | 10        | Stillwater          | Rob Lieberman      | Dan E. Fesman                          | 30. srpna 2018    |
| 11           | 11        | Family Ties         | Alexandra La Roche | Debra J. Fisher a Mo Masi              | 30. srpna 2018    |
| 12           | 12        | It Takes A Thief    | Guy Norman Bee     | David Amann                            | 6. září 2018      |
| 13           | 13        | One to the Heart    | Holly Dale         | Terrie Edda Miller & Andrew W. Marlowe | 13. září 2018     |

## Produkce

### Vývoj a natáčení
Seriál, který se vytvářel od března roku 2016, byl objednán stanicí ABC dne 16. listopadu 2017, společně s německou RTL Group stanicí VOX a francouzskou France 2. Produkce první řady byla zahájena dne 26. února 2018.

### Casting
Dne 16. listopadu 2017 bylo oznámeno, že Rachel Bilson a Eddie Cibrian budou hrát hlavní role. Dne 15. února 2018 se připojil k obsazení Xavier de Guzman v roli Berta. Dne 13. března 2018 se připojily Aliyah O'Brien a Alice Lee v rolích detektiva Christine Rollins a Monicy.